# Torneo de las Seis Naciones 2012

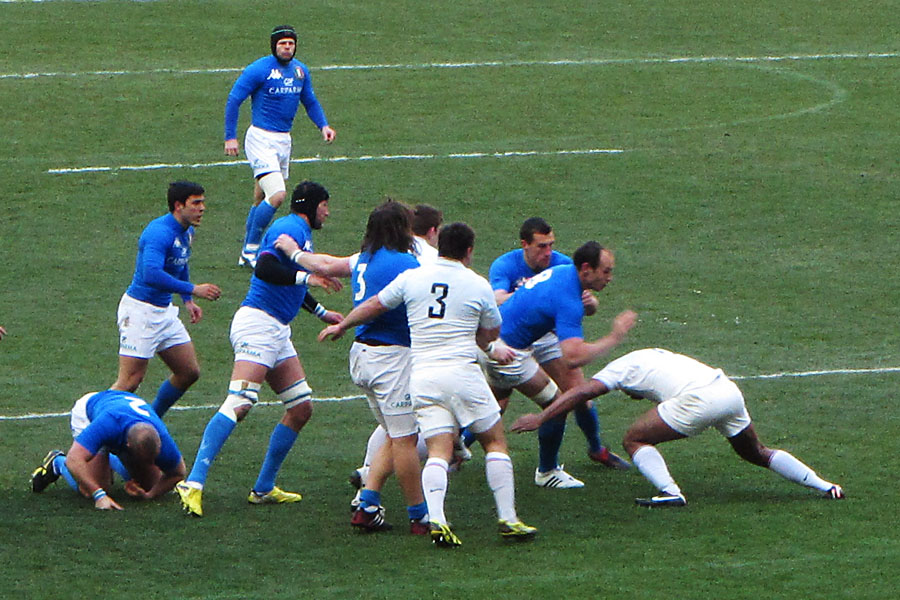
Imagen del partido entre las selecciones italiana y francesa.

El Torneo de las Seis Naciones 2012 de rugby, o también denominado 2012 RBS 6 Nations debido al patrocinio del Bank of Scotland, fue la decimotercera edición de este torneo en el formato de Seis Naciones. La principal novedad de esta edición fue la incorporación del Stadio Olimpico de Roma como sede para los partidos como local de la selección italiana, debido a las obras de mejora en el Stadio Flaminio de Roma. El torneo empezó el 4 de febrero y concluyó el 17 de marzo de 2012, con la victoria de la selección de Gales, selección que además consiguió el Grand Slam al conseguir ganar todos sus partidos.

## Países participantes
| Selección  | Estadio local      | Capacidad | Ciudad    | Entrenador           | Capitán           |
| ---------- | ------------------ | --------- | --------- | -------------------- | ----------------- |
| Inglaterra | Twickenham         | 82,000    | Londres   | Stuart Lancaster     | Chris Robshaw     |
| Francia    | Stade de France    | 81,338    | París     | Philippe Saint-André | Thierry Dusautoir |
| Irlanda    | Aviva Stadium      | 51,700    | Dublín    | Declan Kidney        | Paul O'Connell    |
| Italia     | Stadio Olimpico    | 73,261    | Roma      | Jacques Brunel       | Sergio Parisse    |
| Escocia    | Murrayfield        | 67,144    | Edimburgo | Andy Robinson        | Ross Ford         |
| Gales      | Millennium Stadium | 74,500    | Cardiff   | Warren Gatland       | Sam Warburton     |

## Clasificación
| Posición | País       | Juegos | Juegos | Juegos | Juegos | Puntos  | Puntos   | Puntos | Puntos | Tabla de puntos |
| Posición | País       | J.     | G.     | E.     | P.     | A favor | En cont. | Dif.   | Tries  | Tabla de puntos |
| -------- | ---------- | ------ | ------ | ------ | ------ | ------- | -------- | ------ | ------ | --------------- |
| 1        | Gales      | 5      | 5      | 0      | 0      | 109     | 58       | +51    | 10     | 10              |
| 2        | Inglaterra | 5      | 4      | 0      | 1      | 98      | 71       | +27    | 7      | 8               |
| 3        | Irlanda    | 5      | 2      | 1      | 2      | 121     | 94       | +27    | 13     | 5               |
| 4        | Francia    | 5      | 2      | 1      | 2      | 101     | 86       | +15    | 8      | 5               |
| 5        | Italia     | 5      | 1      | 0      | 4      | 53      | 121      | -68    | 4      | 2               |
| 6        | Escocia    | 5      | 0      | 0      | 5      | 56      | 108      | -52    | 4      | 0               |

## Premios especiales
- Grand Slam: Gales
- Triple Corona: Gales
- Copa Calcuta: Inglaterra
- Trofeo Giuseppe Garibaldi: Francia
- Millennium Trophy: Inglaterra
- Centenary Quaich: Irlanda
- Cuchara de madera: Escocia

## Calendario de partidos[1]

### 1.ª Jornada
| 4 de febrero de 2012 15.30h (GMT+1) | Francia | 30 - 12 | Italia                                                            | Stade de France, París,                                         |                                                                 |
|                                     | try: Rougerie 21' c Malzieu 35' m Clerc 54' c Fofana 72' m con: Yachvili (2/3) pen: Yachvili (2/3) 12', 52' | Reporte | pen: Burton (2/3) 30', 47' Botes (1/1) 60' drop: Burton (1/2) 18' | Asistencia: 79.563 espectadores Árbitro(s): Nigel Owens (Gales) | Asistencia: 79.563 espectadores Árbitro(s): Nigel Owens (Gales) |

| 4 de febrero de 2012 18.00h (GMT+1) | Escocia                   | 6 - 13  | Inglaterra                                                        | Murrayfield, Edimburgo,                                             |                                                                     |
|                                     | pen: Parks (2/2) 26', 33' | Reporte | try: Hodgson 41' c con: Farrell (1/1) pen: Farrell (2/4) 23', 75' | Asistencia: 67.144 espectadores Árbitro(s): George Clancy (Irlanda) | Asistencia: 67.144 espectadores Árbitro(s): George Clancy (Irlanda) |

| 5 de febrero de 2012 16.00h (GMT+1) | Irlanda                                                                           | 21 - 23 | Gales                                                                                          | Aviva estadio, Dublín,                                                |                                                                       |
|                                     | try: Best 37' c Bowe 68' m con: Sexton (1/2) pen: Sexton (3/5) 4', 44', 60' drop: | Reporte | try: J. Davies (2) 14' m, 55' c North 76' m con: Halfpenny (1/2) pen: Halfpenny (2/2) 54', 80' | Asistencia: 51.000 espectadores Árbitro(s): Wayne Barnes (Inglaterra) | Asistencia: 51.000 espectadores Árbitro(s): Wayne Barnes (Inglaterra) |

### 2.ª Jornada
| 11 de febrero de 2012 15.30h (GMT+1) | Italia                                                                  | 15 - 19 | Inglaterra                                                                  | Stadio Olimpico, Roma,                                              |                                                                     |
|                                      | try: Venditti 38' m Benvenuti 40' c con: Burton (1/2) pen: Burton (1/1) | Reporte | try: Hodgson 51' c con: Farrell (1/1) pen: Farrell (4/4) 27', 36', 55', 66' | Asistencia: 53.700 espectadores Árbitro(s): George Clancy (Irlanda) | Asistencia: 53.700 espectadores Árbitro(s): George Clancy (Irlanda) |

| 4 de marzo de 2012 16.00h (GMT+1) | Francia                                               | 17 - 17 | Irlanda                                                            | Stade de France, París,                                               |                                                                       |
| | try: Fofana 51' m pen: Parra (4/5) 23', 30', 48', 57' | Reporte | try: Bowe (2) 13' c, 38' c con: Sexton (2/2) pen: Sexton (1/2) 27' | Asistencia: 80.000 espectadores Árbitro(s): Dave Pearson (Inglaterra) | Asistencia: 80.000 espectadores Árbitro(s): Dave Pearson (Inglaterra) |
| El partido estaba programado en principio para el 11 de febrero de 2012 a las 20.00h (GMT), sin embargo fue aplazado por encontrarse el campo de juego con placas de hielo, de forma que se programó para el 4 de marzo |                                                       |         |                                                                    |                                                                       |                                                                       |

| 12 de febrero de 2012 16.00h (GMT+1) | Gales                                                                                             | 27 - 13 | Escocia                                                           | Millennium estadio, Cardiff,                                       |                                                                    |
|                                      | try: Cuthbert 42' c Halfpenny (2) 51' c, 56' c con: Halfpenny (3/3) pen: Halfpenny (2/3) 30', 46' | Reporte | try: Laidlaw 64' c con: Laidlaw (1/1) pen: Laidlaw (2/3) 22', 49' | Asistencia: 73.189 espectadores Árbitro(s): Romain Poite (Francia) | Asistencia: 73.189 espectadores Árbitro(s): Romain Poite (Francia) |

### 3.ª Jornada
| 25 de febrero de 2012 14.30h (GMT+1) | Irlanda | 42 - 10 | Italia                                                  | Aviva estadio, Dublín,                                                |                                                                       |
|                                      | try: Earls 16' c Bowe (2) 39' c, 61' c Court 77' c Trimble 80' m con: Sexton (4/5) pen: Sexton (3/3) 11', 49', 59' | Reporte | try: Parisse 35' c con: Botes (1/1) pen: Botes (1/4) 8' | Asistencia: 51.000 espectadores Árbitro(s): Craig Joubert (Sudáfrica) | Asistencia: 51.000 espectadores Árbitro(s): Craig Joubert (Sudáfrica) |

| 25 de febrero de 2012 17.00h (GMT+1) | Inglaterra                            | 12- 19  | Gales                                                                               | Twickenham, Londres,                                                |                                                                     |
|                                      | pen: Farrell (4/5) 24', 30', 39', 46' | Reporte | try: S. Williams 35' c con: Halfpenny (1/1) pen: Halfpenny (4/5) 26', 35', 54', 72' | Asistencia: 80.764 espectadores Árbitro(s): Steve Walsh (Australia) | Asistencia: 80.764 espectadores Árbitro(s): Steve Walsh (Australia) |

| 26 de febrero de 2012 16.00h (GMT+1) | Escocia                                                                         | 17 - 23 | Francia                                                                                           | Murrayfield, Edimburgo,                                               |                                                                       |
|                                      | try: Hogg 8' c Jones 56' c con: Laidlaw (1/1) Weir (1/1) pen: Laidlaw (1/2) 26' | Reporte | try: Fofana 28' c Médard 59' c con: Parra (2/2) pen: Parra (2/3) 39', 47' drop: Beauxis (1/1) 69' | Asistencia: 67.200 espectadores Árbitro(s): Wayne Barnes (Inglaterra) | Asistencia: 67.200 espectadores Árbitro(s): Wayne Barnes (Inglaterra) |

### 4.ª Jornada
| 10 de marzo de 2012 15.30h (GMT+1) | Gales | 24 - 3  | Italia                    | Millennium estadio, Cardiff,                                        |                                                                     |
|                                    | try: Roberts 50' c Cuthbert 78' m con: Halfpenny (1/1) pen: Halfpenny (3/3) 10', 20', 37' Priestland (1/1) 70' | Reporte | pen: Bergamasco (1/1) 13' | Asistencia: 73.892 espectadores Árbitro(s): George Clancy (Irlanda) | Asistencia: 73.892 espectadores Árbitro(s): George Clancy (Irlanda) |

| 10 de marzo de 2012 18.00h (GMT+1) | Irlanda                                                                                                | 32 - 14 | Escocia                                        | Aviva estadio, Dublín,                                                    |                                                                           |
|                                    | try: Best 13' c Reddan 33' c Trimble 40' m McFadden 76' c con: Sexton (3/4) pen: Sexton (2/2) 25', 71' | Reporte | try: Gray 36' m pen: Laidlaw (3/3) 3', 9', 31' | Asistencia: 51.000 espectadores Árbitro(s): Chris Pollock (Nueva Zelanda) | Asistencia: 51.000 espectadores Árbitro(s): Chris Pollock (Nueva Zelanda) |

| 11 de marzo de 2012 16.00h (GMT+1) | Francia                                                                                             | 22 - 24 | Inglaterra                                                                           | Stade de France, París,                                             |                                                                     |
|                                    | try: Fofana 75' c con: Parra (1/1) pen: Beauxis (3/4) 17', 40', 69' Dupuy (1/2) 33' Parra (1/1) 65' | Reporte | try: Tuilagi 12' c Foden 17' c Croft 71' c con: Farrell (3/3) pen: Farrell (1/2) 50' | Asistencia: 80.895 espectadores Árbitro(s): Alain Rolland (Irlanda) | Asistencia: 80.895 espectadores Árbitro(s): Alain Rolland (Irlanda) |

### 5.ª Jornada
| 17 de marzo de 2012 13.30h (GMT+1) | Italia                                                                                 | 13 - 6  | Escocia                     | Stadio Olimpico, Roma,                                              |                                                                     |
|                                    | try: Venditti 43' c con: Burton (1/1) pen: Bergamasco (1/3) 11' drop: Burton (1/2) 77' | Reporte | pen: Laidlaw (2/3) 36', 60' | Asistencia: 72.354 espectadores Árbitro(s): Alain Rolland (Irlanda) | Asistencia: 72.354 espectadores Árbitro(s): Alain Rolland (Irlanda) |

| 17 de marzo de 2012 15.45h (GMT+1) | Gales                                                                       | 16 - 9  | Francia                                        | Millennium estadio, Cardiff,                                          |                                                                       |
|                                    | try: Cuthbert 21' c con: Halfpenny (1/1) pen: Halfpenny (3/4) 33', 53', 76' | Reporte | pen: Yachvili (2/2) 11', 73' Beauxis (1/1) 45' | Asistencia: 72.658 espectadores Árbitro(s): Craig Joubert (Sudáfrica) | Asistencia: 72.658 espectadores Árbitro(s): Craig Joubert (Sudáfrica) |

| 17 de marzo de 2012 18.00h (GMT+1) | Inglaterra                                                                                                  | 30 - 9  | Irlanda                         | Twickenham, Londres,                                            |                                                                 |
|                                    | try: Ensayo de castigo 59' c Youngs 74' m con: Farrell (1/2) pen: Farrell (6/6) 3', 24', 35', 49', 65', 78' | Reporte | pen: Sexton (3/3) 16', 40', 52' | Asistencia: 80,567 espectadores Árbitro(s): Nigel Owens (Gales) | Asistencia: 80,567 espectadores Árbitro(s): Nigel Owens (Gales) |